# Vila Nova de Cacela
Vila Nova de Cacela es una freguesia portuguesa del municipio de Villarreal de San Antonio, en el distrito de Faro, con 44,46 km² de área y 3.902 habitantes (2001). Densidad: 87,4 hab/km².
Está territorialmente separada del resto del municipio por la freguesia de Altura, que pertenece al municipio de Castromarín, constituyendo así un exclave del municipio de Vilarreal de San Antonio.
El clima de la freguesia es mediterráneo; los inviernos son cortos y suaves y los meses secos son cinco, de mayo a septiembre, siendo las temperaturas durante el verano a veces elevadas. Las precipitaciones medias anuales rondan los 500 mm. En la vegetación natural predominan en el litoral el pino piñonero y el alcornoque, en la faja caliza la encina junto al algarrobo y en la sierra el alcornoque y la encina.
Los cultivos predominantes son la almendra, la oliva, la algarroba, el higo y la naranja, que se adaptan bien a los suelos profundos y fértiles que se encuentran desde la sierra hasta el litoral.
Vila Nova de Cacela empezó a desarrollarse a finales del siglo XIX en un área rural de fincas principalmente debido a la construcción en la zona del ferrocarril y de la antigua carretera EN125. Junto a esta vía de comunicación surgen los primeros edificios de la nueva ciudad, que al crecer absorbió lugares tradicionales, de interesante toponimia: Buraco, Bornacha, Monte Grande, Poço Velho, Venda Nova, Coutada y Carvoeira. Alrededor de la población principal los "lugares" de la freguesia son Pocinho, Portela, Cevadeiras, Quinta Manuel Alves, Lota, Praia do Alto, Igreja, Fábrica, Terra Branca, Nora, Ribeiro do Junco, Areias, Marcela, Beco, Corujeira, Fonte Santa, Caliço, Quatro Estradas, Alfarrobeira, Poço das Cotovias, Arrife, Torre dos Frades, Rodeio, Cruz de Morto, Monte da Pita, Corte António Martins, Ribeira da Gafa, Pomar, Monte Novo y Pedra Alva. Vila Nova de Cacela fue nombrada villa en 1927.

## Turismo

### Manta Rota
La Manta Rota' es un importante establecimiento balneario, que se desarrolló a partir de una antigua aldea de pescadores. En el verano sus aguas alcanzan temperaturas superiores a 24 °C. En las inmediaciones de este centro turístico empieza la Ria Formosa y hay vestigios de una villa romana.

### Cacela-Velha
Aldea situada en una elevación arenítica frente a Ria Formosa y al mar.
Fue un punto de paso para los navegantes griegos y fenicios, y según algunos autores es la antigua capital de los Cúneos, Cunistorgis. Los romanos la ampliaron y los árabes le dieron el prestígio. Durante el período islámico y la época medieval fue un importante centro de población, reconquistada a los moros por Paio Peres Correia en 1240. Según la leyenda, tras la conquista de Cacela, se dictó una tregua, pero siete caballeros cristianos fueron muertos a traición por los moros y la furia de D. Paio cayó sobre Tavira y la conquistó. En 1283 Dionisio I otorgó fuero a Cacela.
Durante el siglo XIV debido a alteraciones de la línea de costa y a los constantes ataques de piratas la población empezó a abandonar la villa y a refugiarse en el interior. Actualmente como puntos de interés encontramos la fortaleza del siglo XVII, algunas casas de arquitectura tradicional del ALgarve del siglo XVIII, la iglesia de origen medieval, las ruinas musulmanas, los hornos romanos y los restos de la antigua muralla medieval. La denominación de Cacela-Velha es reciente, ya que esta zona era conocida como Sitio da Igreja.

### Ribeira de Cacela
Pequeño curso de agua cuya importancia está relacionada con la existencia de uno de los yacimientos de fósiles más importantes de Portugal, así como de un interesante sistema de regadío de origen incierto.

### Santa Rita
Pequeña aldea que tiene en sus inmediaciones algunos vestigios arqueológicos, hornos de cal y casas típicas, así como una capilla del siglo XVIII dedicada a Santa Rita.

### Ria Formosa
Formación lagunar con una fauna y flora ricas y variadas separada del mar por un frágil sistema de islas y penínsulas arenosas, canales y salinas.

## Patrimonio
- Iglesia de Nuestra Señora de la Asunción
- Fortaleza de Cacela
- Monumentos de la Quinta de la Nora y Heredad de Marcela
- Horno romano de Quinta do Muro
- Castillo de Cacela